# 正義：一場思辨之旅
是哈佛大學政治哲學教授迈克尔·桑德尔關於政治哲學的一本著作。本書是為了桑德爾在哈佛大學教了三十多年的著名課程“正義”而寫，並在網上和電視有各種摘要版。
桑德爾的課程“正義”是哈佛大學歷史上最受歡迎的課程之一，已有超過一萬五千名學生。本書對各種“正義”的理論作了一系列介紹。本書概述邊沁的功利主義並加以批評，然後討論約翰·斯圖亞特·穆勒對功利主義的改進。然後對自由主義者—特別是羅伯特·諾齊克 —的論點進行了討論。然後討論康德和他的“絕對命令”，接著討論約翰·羅爾斯的觀點，以及亞里士多德的“終極目的”的概念。桑德爾最後說明了自己的觀點。他認為，正義是有目地的，是一種社群主義；正義並非康德所說的絕對命令，或是約翰·羅爾斯所說的自主權。桑德爾引用麥金太爾所說的人類特性是“說故事的生物”，說明人類生命中對敘事的追求。本書結尾說：“与回避的政治相比，道德参与的政治不仅仅是一种更加激动人心的理想，它也为一个公正社会提供了一种更有希望的基础。”

## 中譯本
- 《正義：一場思辨之旅》，樂為良譯，出版社为雅言文化，ISBN 9789868271265
- 《公正：该如何做是好？》，朱慧玲譯，出版社为中信出版社，ISBN 9787508625874

## 內容摘要
正義的理論有兩大類：以結果衡量行為是否正義；結果不能使某類行為變得正義（範疇命令）。本書首先介紹後果類的功利主義：尋求最多人的最大利益，也就是以成本效益分析決定什麼是正義的行為。例如女王诉杜德利与斯蒂芬案中，三名船員為了生存殺死並食用了另一名船員，是否正義？引入結果是否使某類行為變得正義的討論。又如福特平托的油箱在被追撞的時候容易爆炸，在法律訴訟中發現：福特公司對於此問題曾經進行成本效益分析，結論回收修改的成本超過效益，因此沒有回收。福特公司在分析時採用了美國國家公路交通安全管理局對於一條人命的估價：$200,000；本案最後判決$2,500,000補償及$3,500,000罰金。成本效益分析的支持者認為決策應該理性；反對者則批評用單一價值—金錢—來衡量人命是錯誤的。

## 書評
- 華盛頓郵報：公共電視網使得桑德爾從哲學教授變成電視明星。桑德爾的魅力，部份來自他提出生動的問題（例如在一艘超載的救生艇上，是否可以殺一人以救三人），部份來自他擅於運用來自學生的回答。對於棘手的問題，他提出了清晰、具有洞見、旁徵博引的討論。在討論平等的時候，他引用約翰·羅爾斯的問題：「教師的平均年薪是$43000美元，而喜劇演員大卫·莱特曼年薪3千1百萬。我們是否滿意這樣一個系統？」羅爾斯談到個人才能符合社會需求有各種不確定性，本書引用《星塵往事》的對話結束討論；名利雙收的喜劇演員對當出租司機的老友辯解，如果自己生為阿帕契族，他們用不著喜劇演員，我就會失業。老友回答，這個說法沒讓我覺得好過一點。[6]
- 紐約時報：桑德爾說，在關於平權法案、代孕、墮胎、同性婚姻的辯論中，我們要討論的除了同情與選擇，還要包括美德與應得（英语：Desert (philosophy)）。正義無法避免價值判斷。[7]
- 衛報：桑德爾的「社群主義」挑戰西方當代的主流觀點－道德與宗教屬於私領域，不屬於政治辯論的範疇。[8]